# Mesocyclops monardi
Mesocyclops monardi – gatunek widłonoga z rodziny Cyclopidae. Opisał go w 1925 roku francuski biolog Charles-Emile Perret, nadając mu nazwę Cyclops monardi.